# Absolwenci Łódź
Absolwenci Łódź – polski klub sportowy z siedzibą w Łodzi. Rozwiązany w 1936 roku.

## Historia
Koło zostało założone w lutym 1927 r. z inicjatywy absolwentów Miejskiej Szkoły Handlowej. Opiekunem koła, inspirującym jego działalność sportową, był nauczyciel wychowania fizycznego Wacław Robakowski.  Do Koła Sportowego „Absolwenci” zgłaszali swój akces absolwenci innych szkół średnich Łodzi, niejednokrotnie całymi zespołami sportowymi, np. drużyna koszykarzy Szkoły Handlowej z Księżego Młyna w 1928 r. Począwszy od 1930 r. szeregi koła zaczęły się wykruszać. Część zawodników opuściła Łódź, udając się na studia do Warszawy, część zasiliła inne kluby sportowe Łodzi, np. ŁKS WKS. Niektórzy rozpoczęli wyczynowe uprawianie innych dyscyplin, np.: Bolesław Banaś - szermierka, Wacław Pegza i Eugeniusz Tadeusiewicz – piłka nożna. Od sezonu 1935/1936 zespoły KS „Absolwenci” nie brały już udziału w rozgrywkach ŁOZGS. W styczniu 1936 r. koło zostało rozwiązane.

## Prezesi
- w latach 1928-1929 - Jan Marczewski.
- w latach 1930-1934 - Stanisław Motyl, Jerzy Prym

## Drużyny
W Kole istniały trzy drużyny sportowe: piłki siatkowej kobiet, piłki siatkowej mężczyzn i koszykówki mężczyzn.
Zespoły trenowały w okresie zimowym w przerobionej na salę gimnastyczną jednej z klas szkolnych, latem natomiast na boisku otwartym Gimnazjum im. Marszałka J. Piłsudskiego przy ul. Sienkiewicza 46.

## Zawodnicy
- Zawodnicy grający w drużynie siatkarzy: Eugeniusz Pietrzak, Bogdan Misiak, Bolesław Banaś, Roman Chłodziński, Paweł Linka, Alojzy Welnic, Edward Ałaszewski (popularny karykaturzysta „Przeglądu Sportowego”), Jan Dawidczyński, Marian Mirowski, Adam Otto, Marian Bienias.
- Zawodnicy grający w drużynie koszykarzy: Eugeniusz Tadeusiewicz, Kazimierz Bielobradek, Władysław Pegza, Mieczysław Koziński oraz Paweł Linka.

## Sukcesy
- Piłka siatkowa
  -  Mistrzostwa Łodzi w piłce siatkowej mężczyzn:
    -  1. miejsce : 1928

  -  Mistrzostwa Polski w piłce siatkowej mężczyzn :
    -  2. miejsce: 1930
    - 4. miejsce: 1934

  -  Puchar Polski w piłce siatkowej mężczyzn :
    -  3. miejsce: 1934
    - 4. miejsce: 1935
- Koszykówka
  -  Mistrzostwa Polski w koszykówce mężczyzn :
    - 4. miejsce: 1928